# Alshain
Alshain (beta Aquilae) is een dubbelster in het sterrenbeeld Arend (Aquila). De hoofdcomponent (beta Aquilae A) is een type G subreus. De begeleider (beta Aquilae B) is een rode dwerg, een type M hoofdreeksster.